# اسمیت و وسون مدل ۱۹
اسمیت و وسون مدل ۱۹ (به انگلیسی: Smith & Wesson Model 19) یک هفت‌تیر ساخت شرکت اسمیت و وسون است که دروی فریم K ساخته شده و فشنگهای .357 Magnum را شلیک می‌کند. این اسلحه کوچکتر و سبکتر از اسلحه فریم N این شرکت است که تحت عنوان اسمیت و وسون مدل ۲۷ شناخته می‌شود.